# Rete tranviaria di Lipsia
La rete tranviaria di Lipsia è la rete tranviaria che serve la città tedesca di Lipsia e alcuni comuni limitrofi.

## Linee
La rete si compone di 13 linee:
- 1 Lausen - Mockau, Post
- 2 Grünau-Süd - Naunhofer Straße (- Meusdorf)
- 3 Knautkleeberg - Taucha, An der Bürgerruhe
  - 3E Knautkleeberg - Sommerfeld
- 4 Gohlis, Landsberger Straße - Stötteritz, Holzhäuser Straße
- 7 Böhlitz-Ehrenberg, Burghausener Straße - Sommerfeld
- 8 Grünau-Nord - Paunsdorf-Nord
- 9 Thekla - Markkleeberg-West
- 10 Wahren - Lößnig
- 11 Schkeuditz, Rathausplatz - Markkleeberg Ost, Schillerplatz
- 12 Gohlis Nord - Johannisplatz (- Technisches Rathaus)
- 14 S-Bahnhof Plagwitz - Hauptbahnhof - S-Bahnhof Plagwitz (solo in una direzione)
- 15 Miltitz - Meusdorf
- 16 Messegelände - Lößnig